# Bessonovsky (huyện)
Huyện Bessonovsky (tiếng Nga: ? райо́н) là một huyện hành chính tự quản (raion), của Tỉnh Penza, Nga. Huyện có diện tích 1307 kilômét vuông. Trung tâm của huyện đóng ở Bessonovka.